# Medidor capilar de profundidade
Os medidores capilares de profundidade máxima são aparelhos, criados e testados por Alan E. Burger e Rory P. Wilson, constituídos por pequenos tubos de plástico tapados numa extremidade e revestido interiormente por um indicador solúvel em pó, como açúcar, que permitem avaliar até que profundidade é que um corpo mergulhou em água enquanto o trazia consigo. Este método permite estimar a profundidade de mergulho alcançada por espécies de aves marinhas, como albatrozes, colocando-se os dispositivos no corpo do animal quando este se encontra em terra e recolhendo-o quando volta do mar.